# Analogue Pocket
Analogue Pocket ist eine im Dezember 2021 veröffentlichte Handheld-Spielkonsole des US-amerikanischen Herstellers Analogue. Die Konsole arbeitet mit einem Field Programmable Gate Array (FPGA) und kann Spielmodule für diverse ältere Konsolen, wie Nintendos Game Boy, Game Boy Color und Game Boy Advance sowie für Sega Game Gear, Neo Geo Pocket (Color) und Atari Lynx lesen und abspielen. Außerdem kann das Gerät als Synthesizer verwendet werden.

## Hardware
Das Design des Analogue Pocket ist an die in den 90er Jahren von Nintendo veröffentlichten Game-Boy-Systeme angelehnt. Die in weißem oder schwarzem Kunststoffgehäuse erhältliche Konsole wiegt 276 Gramm und ist mit einem 3,5 Zoll großen LCD-Bildschirm mit variabler Aktualisierungsrate und einer Auflösung von 1600 × 1440 Pixeln (615 ppi) ausgestattet, was der hundertfachen Auflösung (zehnfache Bildseitenlängen) des originalen Game Boy entspricht. Das Innenleben wird durch das Altera Cyclone V-FPGA bestimmt, welches es ermöglicht, diverse Systeme auf Hardware-Ebene in nur einem Chip nachzubilden und die jeweiligen Spiele originalgetreu und ohne Software-Emulation abzuspielen.
Standardmäßig nimmt der rückseitige Steckplatz Game-Boy-, Game-Boy-Color- und Game-Boy-Advance-Spielmodule auf. Mit separat vertriebenen Adaptern lässt sich die Hardware-Kompatibilität um Spiele für Sega Game Gear, Neo Geo Pocket, Neo Geo Pocket Color und Atari Lynx erweitern. Die Laufzeit des eingebauten Akkus mit 4300 mAh Kapazität beträgt bei maximaler Bildschirmhelligkeit rund viereinhalb Stunden.
Eine separat erhältliche Dockingstation lädt den Akku der Konsole und ermöglicht eine gleichzeitige Bildausgabe via HDMI an einen externen Bildschirm in Full-HD-Auflösung sowie den Anschluss von bis zu vier Gamepads. Diese lassen sich kabelgebunden über die zwei verbauten USB-A-Anschlüsse oder kabellos via Bluetooth verbinden. Zusätzlich verfügt die Dockingstation über eine proprietäre 2,4-GHz-Schnittstelle für Eingabegeräte des Herstellers 8BitDo, die eine geringere Eingabelatenz als Bluetooth erreicht.

## Software
Die Konsole wird mit dem hauseigenen proprietären Betriebssystem Analogue OS ausgeliefert. Die Software unterstützt das Setzen von Speicherpunkten während des Spielens, das Pausieren des laufenden Spiels beim Wechsel in den Standby-Modus sowie das Erstellen von Spielelisten und -sammlungen. Seit der Mitte 2022 erschienenen Version 1.1 ermöglicht die Schnittstelle OpenFPGA Entwicklern die Konfiguration des verbauten FPGA nach eigenen Spezifikationen, sogenannten Cores. Zu Demonstrationszwecken veröffentlichte der Hersteller gleichzeitig einen Core für das PDP-1-Spiel Spacewar! von 1962. Wenig später veröffentlichten Dritte Cores für Spielkonsolen von Nintendo, Sega und weiteren Herstellern sowie für klassische Heimcomputer und Arcade-Systeme, mit denen sich auch ROM-Dateien abspielen lassen.

## Veröffentlichung
Der Analogue Pocket wurde erstmals am 16. Oktober 2019 der Öffentlichkeit vorgestellt. Dazu arbeitete der Hersteller mit mehreren Fachmagazinen und -blogs zusammen. Die Veröffentlichung der Konsole war ursprünglich für das Jahr 2020 angekündigt, jedoch wegen des pandemiebedingten Mangels an Chips auf dem Weltmarkt auf Mai 2021 und dann erneut auf Ende 2021 verschoben. Ab dem 13. Dezember 2021 wurden die ersten Geräte an Endkunden ausgeliefert. Der Pocket ist die erste portable Spielkonsole des auf sogenannte Retro-Konsolen spezialisierten Herstellers.
Am 1. September 2023 veröffentlichte Analogue eine Variante mit fluoreszierendem Gehäuse. Die limitierte Auflage war innerhalb von Minuten ausverkauft. Ende desselben Monats folgte eine begrenzte Auflage des Handheld in transparenten Gehäusen in sieben verschiedenen Farben. Im November 2023 erschien die Konsole als Classic Limited Edition in acht an Nintendos Game Boy Advance und Pocket angelehnten Gehäusefarben. Alle Sondereditionen hatten einen Stückpreis von 250 US-Dollar.

## Rezeption
Nach Ankündigung der Konsole berichteten diverse internationale und deutschsprachige Branchenmedien, darunter Golem.de, heise online und Eurogamer. Er zierte zudem die Titelseite von Ausgabe 201 der Zeitschrift Retro Gamer.
Engadget hob in seinem Testbericht eine akkurate Emulation aller Systeme, umfassende Kompatibilität sowie die Unterstützung von Musik- und Homebrew-Software hervor. Kritik erntete die Beschränkung der Mehrspielerkompatibilität auf Nintendo-Konsolen und dass versprochene Funktionen zur Veröffentlichung teilweise noch nicht bereit standen.
Der Analogue Pocket wurde 2019 für den Design Award des britischen Magazins Wallpaper nominiert. Darüber hinaus erhielt der Analogue Pocket vom Magazin Fast Company die Auszeichnungen „Best Product Design of 2020“ und „Best Design Innovations of 2020 in the North America region“. Im Jahr 2022 erhielt die Konsole den Red Dot Design Award. Die Jury urteilte: „Analogue Pocket bietet Retro-Gamern eine technisch anspruchsvolle Handheld-Konsole. Das Design lehnt sich zwar an den klassischen Game Boy an, wurde aber erfolgreich in eine schlanke, zeitgemäße Form gebracht.“ Mashable kürte den Pocket 2023 zur „Besten Handheld-Konsole für Retro-Spiele“, er sei schlicht „der beste Game Boy“.